# Mikroregion Rio Negro

Mikroregion Rio Negro

Mikroregion Rio Negro – mikroregion w brazylijskim stanie Amazonas należący do mezoregionu Norte Amazonense. Ma powierzchnię 333.857,3 km²

## Gminy
- Barcelos
- Novo Airão
- Santa Isabel do Rio Negro
- São Gabriel da Cachoeira